# Hilding Sundberg
Karl Hilding Sundberg, född 8 januari 1900 i Umeå, död 8 april 2000 i Sigtuna, var en svensk arkitekt.
Sundberg avlade studentexamen i Umeå 1919 och studerade vid Kungliga Tekniska högskolan i Stockholm 1923–1927. Han var anställd hos arkitekt Wolter Gahn i Stockholm 1927–1941 och bedrev egen arkitektverksamhet 1941–1973, därav under mer än tjugo år i följd anlitad av Apotekarsocieteten som arkitekt för planering och inredning av apotek.

## Verk i urval
- Skifferoljeverk, Kvarntorp
- Industribyggnader i Ljungaverk
- Värmeverk och ombyggnad av kontorshus för Norrköpings kommunala affärsverk
- Konfektionsfabrik, Uppsala
- Industribyggnad, Borlänge
- Laboratoriebyggnad för Gullhögens bruk, Skövde
- Hyreshus, Luntmakargatan 13, 1942, tillsammans med Hugo Kalderén
- Hyreshus, Surbrunnsgatan, Stockholm
- Hyreshus, Älvängen
- Hyreshus, Umeå
- Villa i Nockebyhov (egen) 1947
- Villa i Sigtuna (egen) 1965